# Stará radnice (Hustopeče)
Stará radnice v Hustopečích je dům s číslem popisným 1. Budova stojí na severozápadní straně Dukelského náměstí, těsně přiléhá k současné radnici z roku 1906. Radnice během své existence prošla mnoha proměnami až do dnešní empírové podoby. Pod objektem se nachází patrové gotické sklepení. Svého času zde bylo vykonáváno útrpné právo. Budova též sloužila jako radniční hospoda a byla spojena podzemní chodbou s opevněným kostelem.